# Formații rock 8
Formații rock 8 reprezintă al optulea disc al seriei Formații rock și a fost editat de casa de discuri Electrecord din România în anul 1985. Pe acest disc apar formatiile Celelalte Cuvinte din Oradea și Evolutiv din Focșani, fiecare dintre ele ocupând câte o față a LP-ului.

## Lista pistelor
Fața 1 (Evolutiv):
1. Zâmbete și flori (Puiu Siru / Puiu Siru)
2. Tinerii iubesc rockul (Puiu Siru / Neonilă Băjenaru)
3. Soare bun (Toni Iankevici / Puiu Siru, Toni Iankevici)
4. Cred în vis (Toni Iankevici / Toni Iankevici)
5. Chemare (Puiu Siru / Puiu Siru)
6. Păsări albe (Toni Iankevici / Toni Iankevici)
7. Nici nu știi (Toni Iankevici / Toni Iankevici)

Fața 2 (Celelalte Cuvinte):
1. Despre suferințe de iarnă (Călin Pop / Călin Pop)
2. Iarbă prin păr (Leontin Iovan / Călin Pop)
3. Caracteruri (Călin Pop / Barbu Paris Mumuleanu)
4. O să am (Marcel Breazu / Marcel Breazu)

## Componența formațiilor
Evolutiv (Focșani):
- Puiu Siru – chitară, trombon, voce
- Neonilă Băjenaru – vocal
- Toni Iankevici – chitară bas, voce
- Viorel Iepureanu – claviaturi
- Mircea Iankevici – percuție, voce
- Marcel Ghinea – saxofon
- George Bălan – trompetă

Celelalte Cuvinte (Oradea):
- Călin Pop – vocal, chitară
- Radu Manafu – chitară, vioară
- Marcel Breazu – chitară bas, voce
- Leontin Iovan – tobe, percuție
- Ovidiu Roșu – sunet

## Debutul discografic Celelalte Cuvinte
Cele patru piese ale formației Celelalte Cuvinte, apărute pe fața a doua a prezentului LP, reprezintă debutul discografic al cunoscutului grup orădean. Două dintre piese figurează cu nume greșite pe copertă: „Despre suferințe de iarnă” este trecută ca „Despre suferința de iarnă”, în timp ce „Caracteruri” figurează cu titlul „Caractere”. Autorii textelor celor patru piese nu apar pe copertă, ei fiind cunoscuți datorită menționării lor pe discurile ulterioare ale formației, unde aceste melodii sunt reluate: reeditările pe CD din 2002 și din 2017 ale albumului Celelalte Cuvinte I (1987), unde cântecele de pe Formații rock 8 sunt incluse ca material bonus.
Cele patru lucrări, împreună cu altele, au fost înregistrate în studiourile Radio Cluj în jurul anului 1983. Florian Pittiș, după ce a remarcat formația la Festivalul TimRock 3 (desfășurat în Parcul Rozelor din Timișoara, în 1984), le-a cerut muzicienilor banda cu înregistrările efectuate la Radio Cluj. Spre surpriza acestora, patru dintre piesele de pe acea bandă au fost editate pe volumul al 8-lea al seriei Formații rock, apărut în februarie 1985. „Iarbă prin păr” a devenit în timp una dintre cele mai cunoscute piese din repertoriul formației.